# José Salazar López
José Salazar López (ur. 12 stycznia 1910 w Amece, zm. 9 lipca 1991 w Guadalajarze) – meksykański biskup rzymskokatolicki, biskup koadiutor Zamory w latach 1961–1967, biskup diecezjalny Zamory w latach 1967–1970, arcybiskup metropolita Guadalajary w latach 1970–1987, kardynał od 1973.

## Życiorys
Święcenia kapłańskie przyjął 26 maja 1934 w Guadalajarze. Pracę duszpasterską prowadził w archidiecezji Guadalajara do 1961. Był wykładowcą i prefektem studiów w seminarium duchownym w Guadalajarze w latach 1934–1944, wicerektorem od 1944, a od 1950 do 1961 jej rektorem.
22 maja 1961 otrzymał nominację na funkcję biskupa koadiutora diecezji Zamora i biskupa tytularnego Prusiade. Sakrę biskupią przyjął 20 sierpnia 1961 w Guadalupe z rąk kard. José Garibiego Rivery, arcybiskupa Guadalajary. Brał udział w obradach soboru watykańskiego II w latach 1962–1965. 15 września 1967 został mianowany biskupem diecezjalnym Zamory. 21 lutego 1970 został przeniesiony na stolicę metropolitalną w Guadalajarze. Na konsystorzu 5 marca 1973 papież Paweł VI wyniósł go do godności kardynalskiej z tytułem kardynała prezbitera S. Emerenziana a Tor Fiorenza. Był przewodniczącym Konferencji Episkopatu Meksyku. Uczestniczył w obydwu konklawe z 1978 roku, na których wybrano na papieży Jana Pawła I i Jana Pawła II. 15 maja 1987 złożył rezygnację z pasterskiego zarządzania archidiecezją Guadalajara. W styczniu 1990 roku ukończył 80 lat i utracił prawo udziału w konklawe.
Zmarł 9 lipca 1991 w Guadalajarze. Pochowano go w archikatedrze metropolitarnej w Guadalajarze.